# 沃巴納鎮區 (明尼蘇達州艾塔斯卡縣)
沃巴納鎮區（英語：Wabana Township）是位於美國明尼蘇達州艾塔斯卡縣的一個行政鎮區。

## 地方資料
沃巴納鎮區的面積為93.15平方千米，當中陸地面積為75.18平方千米，而水域面積為17.97平方千米。根據2020年美國人口普查的數據，當地共有人口503人，而人口密度為每平方千米5.4人。